# 菈利基姆
菈利基姆（排灣語：Rarigimu），是台灣排灣族太麻里部落（Tjavualji，位於今台東縣太麻里鄉）傳說中的石生人、也是部落始祖。

## 傳說
菈利基姆來自巴拿巴拿樣(Panapanayan)之地（今台東縣太麻里鄉三和村的南迴公路旁的一片平坦海灘地），她出生自當地的一顆巨石中，並且喝巨石冒出來的汗（一說滴下來的水）維生，長大後她跟一名大南部落（Taromak，位於臺東縣卑南鄉，東魯凱族唯一的部落）的人巴薩卡蘭（Basakaran/Vasakalan）結婚，生下兩女：Ruberube和Caca。其中長女Ruberube後來後大南部落的Kalimadraw結婚，生下孫女Chacha和孫子Panonokan、Kewa'so、Patorian，Chacha和西洋人Bokuso結婚，生下Kagusai（菈利基姆的曾外孫女），但後來Kagusai和Chacha被大南部落的人給俘虜、Bokuso也被大南部落所殺，後代就沒了消息；而長孫Panonokan則是和自己的妹妹結婚，一開始生下了有殘缺的後代、後來他們藉由讓妹妹入山五天回來後再交合的方法，成功生下了完整的子女：Sigasigao和Tjuku，兩人的後代後來成為了太麻里部落頭目家族之一的'Aruguljan（'Aljuguljan）家族的祖先。

## 研究
有學者根據比較菈利基姆和卑南族始祖的石生傳說、考古發現中三和文化和北葉文化跟排灣和卑南兩族的關聯性、以及傳說發生的位置巴拿巴拿樣為卑南部落傳說中的祖源地等因素，認為卑南族和排灣族的祖先在新石器後期時有相當的關連性，直到後來分別遷到平地與山上後才逐漸發展出各自的文化。